# Taka (Maßeinheit)
Taka war ein altes Längenmaß in Sansibar.
Eingeteilt wurde es in zwei Tobe zu je zwei Schucka zu je zwei War zu je zwei Durrah. Ein War entspricht exakt einem Yard (0,9144 m).
Demnach ergeben sich insgesamt die folgenden Entsprechungen:
| 1 Taka   | = 16 Durrah | 7,3152 m |
| 1 Tobe   | = 08 Durrah | 3,6576 m |
| 1 Schuka | = 04 Durrah | 1,8288 m |
| 1 War    | = 02 Durrah | 0,9144 m |
| 1 Durrah | = 18 Inches | 0,4572 m |